# Italia en los Juegos Europeos de Minsk 2019
Italia participó en los Juegos Europeos de Minsk 2019. Responsable del equipo nacional fue el Comité Olímpico Nacional Italiano.
El portador de la bandera en la ceremonia de apertura fue el boxeador Clemente Russo.

## Medallistas
El equipo de Italia obtuvo las siguientes medallas:
| Nombre                                                                          | Deporte            | Competición                    |
| ------------------------------------------------------------------------------- | ------------------ | ------------------------------ |
| Oro                                                                             |                    |                                |
| Hassane Fofana                                                                  | Atletismo          | 110 m vallas M                 |
| Elisa Balsamo Martina Alzini Marta Cavalli Letizia Paternoster                  | Ciclismo en pista  | Persecución por equipos F      |
| Davide Ballerini                                                                | Ciclismo en ruta   | Ruta M                         |
| Michela Castoldi Davide Donati                                                  | Gimnasia aeróbica  | Par mixto                      |
| Marco Lodadio                                                                   | Gimnasia artística | Anillas M                      |
| Luca Maresca                                                                    | Karate             | Kumite –67 kg M                |
| Silvia Semeraro                                                                 | Karate             | Kumite –68 kg F                |
| Silvana Stanco                                                                  | Tiro               | Foso F                         |
| Diana Bacosi                                                                    | Tiro               | Skeet F                        |
| Gabriele Rossetti Chiara Cainero                                                | Tiro               | Skeet equipo mixto             |
| Mauro Nespoli                                                                   | Tiro con arco      | Recurvo individual M           |
| Tatiana Andreoli                                                                | Tiro con arco      | Recurvo individual F           |
| Lucilla Boari Mauro Nespoli                                                     | Tiro con arco      | Recurvo equipo mixto           |
| Plata                                                                           |                    |                                |
| Salvatore Cavallaro                                                             | Boxeo              | Medio (–75 kg) M               |
| Assunta Canfora                                                                 | Boxeo              | Wélter ligero (–64 kg) F       |
| Davide Plebani                                                                  | Ciclismo en pista  | Persecución individual M       |
| Francesco Lamon                                                                 | Ciclismo en pista  | 1 km contrarreloj M            |
| Francesco Lamon Carloalberto Giordani Davide Plebani Liam Bertazzo Stefano Moro | Ciclismo en pista  | Persecución por equipos M      |
| Marta Cavalli                                                                   | Ciclismo en pista  | Persecución individual F       |
| Martina Fidanza                                                                 | Ciclismo en pista  | Scratch F                      |
| Matteo Medves                                                                   | Judo               | –66 kg M                       |
| Viviana Bottaro                                                                 | Karate             | Kata F                         |
| Nicolae Craciun                                                                 | Piragüismo         | C1 200 m M                     |
| Valerio Grazini                                                                 | Tiro               | Foso M                         |
| Jesica Rossi                                                                    | Tiro               | Foso F                         |
| Giovanni Pellielo Jesica Rossi                                                  | Tiro               | Foso equipo mixto              |
| Lucilla Boari                                                                   | Tiro con arco      | Recurvo individual F           |
| Bronce                                                                          |                    |                                |
| Riccardo Tamassia Irene Baldessari Giusepe Leonardi Giulia Riva                 | Atletismo          | Persecución por relevos mixtos |
| Federico Serra                                                                  | Boxeo              | Mosca ligero (–49 kg) M        |
| Manuel Cappai                                                                   | Boxeo              | Mosca (–52 kg) M               |
| Simone Fiori                                                                    | Boxeo              | Semipesado (–81 kg) M          |
| Miriam Vece                                                                     | Ciclismo en pista  | 500 m contrarreloj F           |
| Elisa Balsamo                                                                   | Ciclismo en pista  | Ómnium F                       |
| Maria Centracchio                                                               | Judo               | –63 kg F                       |
| Mattia Busato                                                                   | Karate             | Kata M                         |
| Angelo Crescenzo                                                                | Karate             | Kumite –60 kg M                |
| Michele Martina                                                                 | Karate             | Kumite –84 kg M                |
| Gabriele Rossetti                                                               | Tiro               | Skeet M                        |
| Chiara Cainero                                                                  | Tiro               | Skeet F                        |
| Riccardo Filippelli Diana Bacosi                                                | Tiro               | Skeet equipo mixto             |
| Marco Galiazzo Mauro Nespoli David Pasqualucci                                  | Tiro con arco      | Recurvo por equipos M          |